# William Garnett (Pädagoge)
William Garnett (* 30. Dezember 1850 in Portsea, Portsmouth; † 1. November 1932 in Hampstead, London, England) war ein englischer Pädagoge und Physiker.

## Leben
Garnett lernte an der City of London School. Er setzte seine Ausbildung an der Royal School of Mines fort, nachdem er 1869 den ersten Platz unter den Whitworth-Scholars errungen hatte. Er besuchte das St John’s College (Cambridge), wo er 1873 fifth Wrangler (= fünftbester Student auf dem Gebiet der Mathematik) wurde.
Garnett war Mitarbeiter im Labor von James Clerk Maxwell. Mit diesem verband ihn eine enge Freundschaft, was dazu führte, dass Garnett die Biografie Maxwells schrieb und seinen ältesten Sohn James Clerk Maxwell Garnett nach ihm benannte.
Nachdem Garnett Cambridge verlassen hatte, beschäftigte er sich mit der Ausbildung, besonders auf technischem Gebiet. Er wurde Professor für Mathematik, Physik und Mechanik am College der University of Nottingham. Dann wurde er Rektor und Mathematikprofessor am Durham College of Science in Newcastle upon Tyne.
Garnett war seit 1890 Mitglied der Royal Commission for the Exhibition of 1851. 1893 wurde er Sekretär und Berater des London County Council Technical Education Board. Garnett setzte sich für die Verbesserung der wissenschaftlichen Ausbildung ein, besonders auf technischem Gebiet. Er war verantwortlich für die Entwicklung der London Polytechnics.

## Veröffentlichungen (Auswahl)
- A little book on map projection, 1914
- An elementary treatise on heat; 6th edition, Erstausgabe: 1893, reprint:  Palala Press, 2016, ISBN 978-1357794965
- Heroes of Science—Physicists, Erstausgabe: 1885, reprint: Palala Press, 2015, ISBN 978-1342460844 Download bei Projekt Gutenberg möglich
- The Life of James Clerk Maxwell, Erstausgabe: 1884, reprint: DIAMOND BOOKS, 2020, ISBN 978-1773751399
- A Treatise on Electricity and Magnetism von J. C. Maxwell, Erstausgabe: 1881, Herausgeber: William Garnett, reprint: Palala Press, 2016, ISBN 978-1358479977
- Elementary Mechanics, Erstausgabe: 1876, reprint: Nabu Press, 2011, ISBN 978-1246300406
- A treatise on elementary dynamics, for the use of colleges and schools Erstausgabe: 1875, 2. Ausgabe, überarbeitet und erweitert, 1879, reprint: BiblioBazaar, 2008, ISBN 978-0559218828